# Казанское производственное объединение вычислительных систем
Казанское производственное объединение вычислительных систем (КПО ВС) — предприятие по производству ЭВМ общего назначения, действовавшее в СССР. Располагалось в Советском районе г. Казань.
Единственное в мире предприятие, серийно выпускавшее троичные компьютеры (ЭВМ «Сетунь»).

## История

### 1951—1960
Постановлением Совета Министров СССР № 1213 от 11 мая 1951 года было принято решение о строительстве в Казани Завода математических машин. Решением Министерства машиностроения и приборостроения № 182-53 от 1 апреля 1953 года было утверждено проектное задание на строительство завода и его генеральный план. Предусматривалось, что завод должен будет производить ЭВМ типа «Стрела», дифференциальные анализаторы и электронные моделирующие установки.
Место для строительства завода было выделено в Советском районе Казани: на окраине города, где находилась городская свалка и совхозные поля.
4 августа 1954 года приказом министра директором Казанского завода математических машин (КЗММ, Завода «Матмаш») был назначен Константин Елизарович Минеев. Главным инженером стал Евгений Викторович Барышников, перешедший в 1955 году из Пензенского филиала СКБ-245 (Научно-производственного предприятия «Рубин»).
В 1954 году было начато возведение одноэтажного корпуса, а в 1956 году — строительство трёхэтажного корпуса, в котором в середине 1958 году были размещены все службы завода.
Поскольку сроки строительства затягивались относительно первоначальных планов, а к этому времени производство ЭВМ «Стрела» было прекращено, то первым производственным планом на третий квартал 1957 года, разработанным Министерством приборостроения и средств автоматизации, было утверждено, что Казанским заводом математических машин будет производиться новейшая ЭВМ М-20, разработку которой заканчивали ИТМиВТ и СКБ-245 (ныне НИИ «Аргон»). В 1957 году заводу предписывалось изготовление ферритовых накопителей и стандартных ячеек для ЭВМ М-20 и «Урал».
Планом 1959 года предусматривалось изготовление двух образцов ЭВМ М-20 и сдача их под наладку. Генеральный монтаж и комплексная наладка включали подготовку стендов генераторного зала, холодильных установок, систем охлаждения и электропитания машин, а также кабельного хозяйства для соединения устройств в единые комплексы. Площадь машинного зала одного комплекта ЭВМ (центр из 7 шкафов и 30 периферийных устройств) составляла до 200 м², а потребляемая мощность без учёта систем охлаждения — 50 КВт. Созданный отдел наладки возглавил В. П. Лосев.
В конце 1959 года на заводе создано специальное конструкторское бюро (СКБ) для разработки электронных вычислительных машин и приборов под начальством В. С. Михайлова. К тому времени численность работников завода достигла около 2000 человек, из них 476 — имели высшее образование. Такое высокое соотношение количества ИТР и производственных рабочих требовалось в виду необходимости высокой квалификации ИТР в условиях серийного производства электронных вычислительных машин.
В конце 1960 года завод выпустил первые две М-20 — самые мощные (20 тыс. операций в секунду над 45 разрядными числами с плавающей запятой) в то время ЭВМ в Советском Союзе. Для отгрузки машин было создано устройство для спуска устройств ЭВМ с третьего этажа на первый, была разобрана часть стены здания, к территории завода была протянута железнодорожная ветка. Всего до 1965 года заводом было выпущено 63 таких машины, после чего производство ЭВМ первого поколения было прекращено.

### 1961—1964
В 1961 году завод получил задание освоить производство малой ЭВМ «Сетунь» — полупроводниковой ЭВМ, работающей в троичной системе счисления. Первый образец машины был изготовлен в том же году. Его наладка осуществлена в Москве под руководством главного конструктора «Сетуни» Н. П. Брусенцова.
Освоение производства «Сетуни» на казанском заводе велось под руководством заместителя главного инженера по радиоэлектронике Е. Б. Барыкина. Общее руководство освоением «Сетуни» осуществлял О. П. Поздняк, сменивший на посту главного инженера завода Е. В. Барышникова.
В 1962 году завод был переименован в Казанский завод электронно-вычислительных машин (КЗЭВМ).
Всего до 1965 года заводом было изготовлено 47 комплектов «Сетуни» — это единственный в мире серийный выпуск троичного компьютера. Большая часть машин работала в высших учебных заведениях СССР.

### 1965—1970
С 1965 года завод перешёл в ведение Министерства радиопромышленности.
В 1966 году сменилось руководство завода. Директором стал В. Н. Иванов, главным инженером — К. П. Орешин. Было начато резкое расширение производства.
На заводе началось изготовление полупроводниковой ЭВМ второго поколения М-220, полностью совместимой с М-20. М-220 была разработана в НИИ электронных машин под руководством главного конструктора B. C. Антонова.
Разработка дальнейших модификаций М-220 (М-220А, М-220М) проходила в СКБ завода. Крупным достижением модернизации архитектуры М-20 стала разработанная в 1970 году ЭВМ М-222, в которой помимо расширения памяти появилось прерывание программ, расширенный состав внешних устройств и управляющая программа «Диспетчер». С 1965-го по 1978 годы было выпущено 809 комплектов этой серии, из них 551 комплект ЭВМ М-222. Машины были широко востребованы, часть из них устанавливалась на научно-измерительных пунктах.
Одновременно с машинами М-220 завод выпускал малые ЭВМ серии «Наири», разработанные в Ереванском НИИ математических машин под руководством Г. Е. Овсепяна и Г. А. Оганяна. С 1965 по 1970 года заводом было выпущено 509 ЭВМ «Наири», широко применявшихся в автоматизации проектирования и инженерных расчётах.

### 1971—1987
В 1971 году завод начинает промышленное производство ЭВМ третьего поколения — Единой системы электронных вычислительных машин стран социалистического сотрудничества.
Первой машиной серии ЕС ЭВМ стала ЕС-1030, разработанная в Ереванском НИИММ под руководством главного конструктора М. А. Семерджяна.
В 1976 году завод начал производство ЭВМ ЕС-1033, спроектированной заводским СКБ под руководством главного конструктора В. Ф. Гусева. Выполненная на микросхемах с TTL-логикой, в том числе специально разработанных для этой ЭВМ, машина пользовалась большой популярностью. За период с 1978 по 1983 годы было выпущено 286 ЭВМ ЕС-1030 и 2300 ЕС-1033.
Начальник отдела Казанского завода ЭВМ А. Х. Абдрахманов был в числе награждённых Государственной премией СССР 1978 года «за создание, освоение и внедрение операционных систем единой системы ЭВМ социалистических стран».
В 1979 году в связи с уходом В. Н. Иванова на работу в аппарат Министерства радиопромышленности директором завода становится И. З. Гизатуллин, а главным инженером В. П. Царьков.
С 1979 года заводом было освоено производство моделей «Ряд 2» и «Ряд З» серии ЕС ЭВМ. В последующее десятилетие выпускались ЭВМ ЕС-1045, ЕС-1045.01, ЕС-1046 и вычислительные комплексы на их основе, разработанные Ереванским НИИММ под руководством главного конструктора А. Т. Кучукяна.
Кроме того, с 1986 года выпускались терминальная ЭВМ ЕС-1007 (до 1994 года выпущено 250 машин) и процессор телеобработки данных ПТД-5, спроектированные в СКБ завода под руководством А. У. Ярмухаметова.

### 1988—1994
В 1988 году в связи с изменением структуры Министерства радиопромышленности завод был преобразован в промышленное объединение и получил название Казанское производственное объединение по выпуску вычислительных систем (КПО ВС). Генеральным директором КПО ВС стал И. З. Гизатуллин. Одновременно СКБ завода было преобразовано в НИИ вычислительных систем и выведено на самостоятельный баланс.
Согласно штатному расписанию 1989 года, на предприятии тогда трудилось 14 тысяч сотрудников.
В 1991 году на базе части производств КПО ВС, по соглашению с крупнейшми производителем компьютеров в Великобритании «International Computers Limited» (ICL), было образовано советско-британское совместное предприятие «ICL-КПО ВС», зарегистрированное 2 июля 1991 года в Министерстве финансов РСФСР.
В начале 1990-х КПО ВС оказалось в тяжёлой экономической ситуации.
17 октября 1994 года на основании постановлений Государственного комитета РФ по оборонным отраслям промышленности и Кабинета Министров Республик Татарстан № 300/508 от 17 октября 1994 года Казанское производственное объединение вычислительных систем было слито с Казанским производственным объединением «Терминал» (бывший казанский «Пишмаш»).
Решением Арбитражного суда Республики Татарстан от 10 июля 2001 года Казанское производственное объединение средств вычислительной техники «Терминал» было признано банкротом.

## Продукция
Основной продукцией предприятия были ЭВМ и вычислительные комплексы на базе ЭВМ, которые эксплуатировались в вычислительных центрах академий наук всех республик СССР, а также в Госплане, Госстандарте, Государственном комитете по науке и технике, в Министерстве обороны и на многих передовых предприятиях страны.
Также предприятие выпускало целый ряд изделий спецтехники[какой?].
С 1959 по 1993 годы был налажен выпуск разнообразных устройств печати. Завод долгое время оставался единственным в стране производителем устройств для широкой алфавитно-цифровой печати: АЦПУ-128-2, АЦПУ-128-3, ЕС-7032, ЕС-7036, ЕС-7037, ЕС-7038.
Кроме того, предприятие выпускало квадрофонический усилитель «Электроника Д1-014-квадро» (с 1978 года), акустическую систему «Электроника 35АС-015» (с 1989 года) и катушечные магнитофоны-приставки высококачественной записи «Идель» (в 1984—1992 годах): «Идель-001-стерео» (выпускался с 1984 года); «Идель-001-1-стерео» (в 1986—1992 годах выпущено 4000 экземпляров); «Идель МПК-007С» (в 1988—1992 годах выпущено 300 экземппляров).
По оценке Маргариты Шамсутдиновны Бадрутдиновой, проработавшей на предприятии на инженерных должностях с 1959 года, председателя совета ветеранов КПО ВС, организатора музея ICL-КПО ВС, автора и составителя книги «Казанский завод ЭВМ», за 40-летнюю историю предприятия было выпущено 7425 ЭВМ, из них 519 поставлено на экспорт (в страны СЭВ, Индию и другие).

## Кадры
За всю историю завода в его цехах и лабораториях работали более 50 тысяч человек. В штатном расписании 1989 года насчитывалось 14 тысяч сотрудников.
На предприятии трудились Герой Советского Союза танкист-ас Великой Отечественной войны С. В. Коновалов, Полный кавалер ордена Славы танкист Р. К. Халитов, Герой Социалистического Труда Н. М. Капитонов, а также пять лауреатов Государственной премии СССР, восемь лауреатов премии Ленинского комсомола, пять кавалеров ордена Ленина.

## Сотрудничество
В Казани при непосредственном участии руководства предприятия, руководителей служб и инженерно-технических работников были созданы:
- Государственный научно-исследовательский и проектный институт по внедрению вычислительной техники в народное хозяйство (ГНИПИ ВТ);
- Казанский научно-исследовательский технологический институт вычислительной техники по разработке и внедрению технологий производства средств вычислительной техники (КНИТИ ВТ);
- Научно-исследовательский институт вычислительных систем, образованный из СКБ КПО ВС;
- Казанское научно-производственное объединение вычислительной техники и информатики (КНПО ВТИ):
  - Казанский научно-учебный центр «Алгоритм» (КНУЦ СНПО «Алгоритм») по подготовке и обучению специалистов по обслуживанию ЭВМ — осуществлял подготовку и переподготовку специалистов и пользователей средств вычислительной техники, выпускаемой КПО ВС, обучая более 4000 слушателей в год (1989), выполнял НИОКР в области подготовки и переподготовки кадров и сервисного обслуживания ЭВМ;
  - Завод по техническому обслуживанию и ремонту средств вычислительной техники;
  - Казанский производственный комбинат программных средств (Производственная база Производственно-издательского комбината по выпуску операционных систем и прикладных программ на машиночитаемых носителях информации, эксплуатационной, технической и учебной документации к средствам ЕС ЭВМ Всесоюзного объединения «СоюзЭВМкомплекс») — единственное предприятие СССР, занимавшееся серийным производством программных средств;
- факультет технической кибернетики и информатики в Казанском авиационном институте;
- факультет вычислительной математики и кибернетики в Казанском университете;
- институт проблем информатики Академии наук Республики Татарстан, образованный из Казанского филиала Института проблем информатики АН СССР (ИПИАН).

Предприятие кооперировалось с рядом казанских заводов: «Пишмашем» (выпускавшим пишущие периферийные устройства для ЭВМ), «Элеконом» (выпускавшим радиокомпоненты и персональные ЭВМ), «Радиоприбором» и другими.